# Bernhard Brägger
Bernhard Brägger (* 18. April 1942 in Zürich) ist ein Schweizer Autor und Rallyefahrer. Er schreibt insbesondere über historischen Motorsport.

## Leben
Brägger ist mit historischen Rennwagen sowie der Geschichte des Motorsports seit seiner Jugendzeit eng verbunden. Während Jahren war er aktiver Rallyefahrer, Sportkommissar des Automobil Clubs der Schweiz und Gesamtleiter der Klausenrennen-Memorials sowie verschiedener anderer motorsportlicher Anlässe.
Als Autor wurde Bernhard Brägger bekannt mit seinen Büchern wie Kompressoren am Berg, Mythos Klausen und Die Geschichte der Rallye Monte-Carlo. Letztere erschienen auch online als Jahresepisoden (von 1911) bis 1990 im Rahmen der Reihe  100 Jahre Rallye Monte Carlo im Überblick auf der Oldtimer-Plattform Zwischengas.
Bernhard Brägger hat neben dem Klausenrennen auch die Jungfrau-Stafette wiederbelebt, ein poly-sportiver Wettkampf aus den 1930er Jahren, der 2007 dank Bernhard Brägger unter der Schirmherrschaft von Adolf Ogi, alt Bundesrat und UNO-Sonderbeauftragter für Sport, erneut durchgeführt wurde.

## Werke
- Kompressoren am Berg: Geschichte der Internationalen Klausenrennen. Eigenverlag, Göschenen 1972. Zuletzt: Die Klausenrennen: Kompressoren am Berg. 3. Auflage. Edition Scriptum, Altdorf 1989, ISBN 3-905508-01-X.
- Die Geschichte der Rallye Monte-Carlo. Edition Scriptum, Altdorf 1988, ISBN 3-905508-02-8.
- Harry Zweifel: Die schnellsten Jahre seines Lebens. Baeschlin, Glarus 1991, ISBN 3-85546-046-9.
- Mythos Klausen – Race to the Clouds. Baeschlin, Glarus 2002, ISBN 3-85546-129-5.
- Bernhard Brägger, Daniel Reinhard, Uli Jooss, Urs Heer: Die Schnellen Zwanzigerjahre. Die Geschichte der Cyclecars und Voiturettes. SP-Verlag, Zug 2004, ISBN 3-9809409-2-6.
- Der Maserati 3015: Seine Geschichte. Schmidgasse, Zug 2012, ISBN 978-3-905210-50-7 (Website zum Buch).
- The Maserati 3015: Complete History. Schmidgasse, Zug 2012, ISBN 978-3-905210-51-4.
- Mit der Tin Lizzy an die entferntesten Ecken Europas, Gurtnellen 2019, ISBN  978-3-9524649-3-9
- Tanz mit allen Teufeln, 2022, dreamcar Verlag, ISBN 978-3-033-08584-8